# Coptomma douei
Coptomma douei är en skalbaggsart som först beskrevs av Lucas 1863.  Coptomma douei ingår i släktet Coptomma och familjen långhorningar. Inga underarter finns listade i Catalogue of Life.